# Úszás a 2020. évi nyári olimpiai játékokon
A 2020. évi nyári olimpiai játékokon az úszásban 37 versenyszámban avattak olimpiai bajnokot. Ezek közül harmincöt versenyt uszodában bonyolítottak le, a hosszútávúszást pedig nyílt vízen. Az úszás versenyszámait 2021. július 24. és augusztus 5. között rendezték meg.
Az úszásban rekordszámú, összesen 37 versenyszám szerepelt (nemenként 18 és 1 vegyes), a program az előző, a 2016. évi olimpiához képest a férfi 800 m-es gyorsúszással, a női 1500 m-es gyorsúszással és a vegyes 4 × 100 m-es vegyes váltóval bővült.

## Összesített éremtáblázat
(A táblázatokban Magyarország és a rendező ország sportolói eltérő háttérszínnel, az egyes számoszlopok legmagasabb értéke vagy értékei vastagítással kiemelve.)
| A 2020. évi nyári olimpiai játékok éremtáblázata úszásban | A 2020. évi nyári olimpiai játékok éremtáblázata úszásban | A 2020. évi nyári olimpiai játékok éremtáblázata úszásban | A 2020. évi nyári olimpiai játékok éremtáblázata úszásban | A 2020. évi nyári olimpiai játékok éremtáblázata úszásban | Olimpia  |
| --------------------------------------------------------- | --------------------------------------------------------- | --------------------------------------------------------- | --------------------------------------------------------- | --------------------------------------------------------- | -------- |
|                                                           | Ország                                                    | Arany                                                     | Ezüst                                                     | Bronz                                                     | Összesen |
| 1.                                                        | Egyesült Államok (USA)                                    | 11                                                        | 10                                                        | 9                                                         | 30       |
| 2.                                                        | Ausztrália (AUS)                                          | 9                                                         | 3                                                         | 9                                                         | 21       |
| 3.                                                        | Nagy-Britannia (GBR)                                      | 4                                                         | 3                                                         | 1                                                         | 8        |
| 4.                                                        | Kína (CHN)                                                | 3                                                         | 2                                                         | 1                                                         | 6        |
| 5.                                                        | Az Orosz Olimpiai Bizottság versenyzői (ROC)              | 2                                                         | 2                                                         | 1                                                         | 5        |
| 6.                                                        | Japán (JPN)                                               | 2                                                         | 1                                                         | 0                                                         | 3        |
| 7.                                                        | Kanada (CAN)                                              | 1                                                         | 3                                                         | 2                                                         | 6        |
| 8.                                                        | Magyarország (HUN)                                        | 1                                                         | 2                                                         | 0                                                         | 3        |
| 9.                                                        | Dél-afrikai Köztársaság (RSA)                             | 1                                                         | 1                                                         | 0                                                         | 2        |
| 10.                                                       | Brazília (BRA)                                            | 1                                                         | 0                                                         | 2                                                         | 3        |
| 10.                                                       | Németország (GER)                                         | 1                                                         | 0                                                         | 2                                                         | 3        |
| 12.                                                       | Tunézia (TUN)                                             | 1                                                         | 0                                                         | 0                                                         | 1        |
|                                                           |                                                           |                                                           |                                                           |                                                           |          |
| 13.                                                       | Olaszország (ITA)                                         | 0                                                         | 2                                                         | 5                                                         | 7        |
| 14.                                                       | Hollandia (NED)                                           | 0                                                         | 3                                                         | 0                                                         | 3        |
| 15.                                                       | Hongkong (HKG)                                            | 0                                                         | 2                                                         | 0                                                         | 2        |
| 16.                                                       | Ukrajna (UKR)                                             | 0                                                         | 1                                                         | 1                                                         | 2        |
| 17.                                                       | Franciaország (FRA)                                       | 0                                                         | 1                                                         | 0                                                         | 1        |
| 17.                                                       | Svédország (SWE)                                          | 0                                                         | 1                                                         | 0                                                         | 1        |
|                                                           |                                                           |                                                           |                                                           |                                                           |          |
| 19.                                                       | Svájc (SUI)                                               | 0                                                         | 0                                                         | 2                                                         | 2        |
| 20.                                                       | Dánia (DEN)                                               | 0                                                         | 0                                                         | 1                                                         | 1        |
| 20.                                                       | Finnország (FIN)                                          | 0                                                         | 0                                                         | 1                                                         | 1        |
|                                                           |                                                           |                                                           |                                                           |                                                           |          |
| Összesen                                                  | Összesen                                                  | 37                                                        | 37                                                        | 37                                                        | 111      |

## Férfi

### Éremtáblázat
| A 2020. évi nyári olimpiai játékok éremtáblázata férfi úszásban | A 2020. évi nyári olimpiai játékok éremtáblázata férfi úszásban | A 2020. évi nyári olimpiai játékok éremtáblázata férfi úszásban | A 2020. évi nyári olimpiai játékok éremtáblázata férfi úszásban | A 2020. évi nyári olimpiai játékok éremtáblázata férfi úszásban | Olimpia  |
| --------------------------------------------------------------- | --------------------------------------------------------------- | --------------------------------------------------------------- | --------------------------------------------------------------- | --------------------------------------------------------------- | -------- |
|                                                                 | Ország                                                          | Arany                                                           | Ezüst                                                           | Bronz                                                           | Összesen |
| 1.                                                              | Egyesült Államok (USA)                                          | 8                                                               | 2                                                               | 2                                                               | 12       |
| 2.                                                              | Nagy-Britannia (GBR)                                            | 3                                                               | 3                                                               | 1                                                               | 7        |
| 3.                                                              | Az Orosz Olimpiai Bizottság versenyzői (ROC)                    | 2                                                               | 2                                                               | 1                                                               | 5        |
| 4.                                                              | Ausztrália (AUS)                                                | 1                                                               | 2                                                               | 3                                                               | 6        |
| 5.                                                              | Magyarország (HUN)                                              | 1                                                               | 2                                                               | 0                                                               | 3        |
| 6.                                                              | Németország (GER)                                               | 1                                                               | 0                                                               | 1                                                               | 1        |
| 7.                                                              | Kína (CHN)                                                      | 1                                                               | 0                                                               | 0                                                               | 1        |
| 7.                                                              | Tunézia (TUN)                                                   | 1                                                               | 0                                                               | 0                                                               | 1        |
|                                                                 |                                                                 |                                                                 |                                                                 |                                                                 |          |
| 9.                                                              | Olaszország (ITA)                                               | 0                                                               | 2                                                               | 4                                                               | 6        |
| 10.                                                             | Hollandia (NED)                                                 | 0                                                               | 2                                                               | 0                                                               | 2        |
| 11.                                                             | Ukrajna (UKR)                                                   | 0                                                               | 1                                                               | 1                                                               | 2        |
| 12.                                                             | Franciaország (FRA)                                             | 0                                                               | 1                                                               | 0                                                               | 1        |
| 12.                                                             | Japán (JPN)                                                     | 0                                                               | 1                                                               | 0                                                               | 1        |
|                                                                 |                                                                 |                                                                 |                                                                 |                                                                 |          |
| 14.                                                             | Svájc (SUI)                                                     | 0                                                               | 0                                                               | 2                                                               | 2        |
| 14.                                                             | Brazília (BRA)                                                  | 0                                                               | 0                                                               | 2                                                               | 2        |
| 16.                                                             | Finnország (FIN)                                                | 0                                                               | 0                                                               | 1                                                               | 1        |
|                                                                 |                                                                 |                                                                 |                                                                 |                                                                 |          |
| Összesen                                                        | Összesen                                                        | 18                                                              | 18                                                              | 18                                                              | 54       |

### Érmesek
- WR – világrekord
- OR – olimpiai rekord
- WJ – ifjúsági világrekord
- AF – Afrika-rekord
- AM – Amerika-rekord
- AS – Ázsia-rekord
- ER – Európa-rekord
- OC – Óceánia-rekord
- NR – országos rekord

* - a versenyző az előfutamban vett részt, és kapott is érmet

## Női

### Éremtáblázat
| A 2020. évi nyári olimpiai játékok éremtáblázata női úszásban | A 2020. évi nyári olimpiai játékok éremtáblázata női úszásban | A 2020. évi nyári olimpiai játékok éremtáblázata női úszásban | A 2020. évi nyári olimpiai játékok éremtáblázata női úszásban | A 2020. évi nyári olimpiai játékok éremtáblázata női úszásban | Olimpia  |
| ------------------------------------------------------------- | ------------------------------------------------------------- | ------------------------------------------------------------- | ------------------------------------------------------------- | ------------------------------------------------------------- | -------- |
|                                                               | Ország                                                        | Arany                                                         | Ezüst                                                         | Bronz                                                         | Összesen |
| 1.                                                            | Ausztrália (AUS)                                              | 8                                                             | 1                                                             | 5                                                             | 14       |
| 2.                                                            | Egyesült Államok (USA)                                        | 3                                                             | 8                                                             | 7                                                             | 18       |
| 3.                                                            | Kína (CHN)                                                    | 2                                                             | 1                                                             | 1                                                             | 4        |
| 4.                                                            | Japán (JPN)                                                   | 2                                                             | 0                                                             | 0                                                             | 2        |
| 5.                                                            | Kanada (CAN)                                                  | 1                                                             | 3                                                             | 2                                                             | 6        |
| 6.                                                            | Dél-afrikai Köztársaság (RSA)                                 | 1                                                             | 1                                                             | 0                                                             | 2        |
| 7.                                                            | Brazília (BRA)                                                | 1                                                             | 0                                                             | 0                                                             | 1        |
|                                                               |                                                               |                                                               |                                                               |                                                               |          |
| 8.                                                            | Hongkong (HKG)                                                | 0                                                             | 2                                                             | 0                                                             | 2        |
| 9.                                                            | Hollandia (NED)                                               | 0                                                             | 1                                                             | 0                                                             | 1        |
| 9.                                                            | Svédország (SWE)                                              | 0                                                             | 1                                                             | 0                                                             | 1        |
|                                                               |                                                               |                                                               |                                                               |                                                               |          |
| 11.                                                           | Dánia (DEN)                                                   | 0                                                             | 0                                                             | 1                                                             | 1        |
| 11.                                                           | Németország (GER)                                             | 0                                                             | 0                                                             | 1                                                             | 1        |
| 11.                                                           | Olaszország (ITA)                                             | 0                                                             | 0                                                             | 1                                                             | 1        |
|                                                               |                                                               |                                                               |                                                               |                                                               |          |
| Összesen                                                      | Összesen                                                      | 18                                                            | 18                                                            | 18                                                            | 54       |

### Érmesek
| A 2020. évi nyári olimpiai játékok érmesei női úszásban | |              | |            | |            |
| Versenyszám                                             | Arany | Arany        | Ezüst | Ezüst      | Bronz | Bronz      |
| 50 m gyors                                              | Emma McKeon · Ausztrália (AUS) | 23,81 OR     | Sarah Sjöström · Svédország (SWE) | 24,07      | Pernille Blume · Dánia (DEN) | 24,21      |
| 100 m gyors                                             | Emma McKeon · Ausztrália (AUS) | 51,96 OR, OC | Siobhan Haughey · Hongkong (HKG) | 52,27 AS   | Cate Campbell · Ausztrália (AUS) | 52,52      |
| 200 m gyors                                             | Ariarne Titmus · Ausztrália (AUS) | 1:53,50 OR   | Siobhan Haughey · Hongkong (HKG) | 1:53,92 AS | Penny Oleksiak · Kanada (CAN) | 1:54,70    |
| 400 m gyors                                             | Ariarne Titmus · Ausztrália (AUS) | 3:56,69 OC   | Katie Ledecky · Egyesült Államok (USA) | 3:57,36    | Li Ping-csie (Li Bingjie) · Kína (CHN) | 4:01,08 AS |
| 800 m gyors                                             | Katie Ledecky · Egyesült Államok (USA) | 8:12,57      | Ariarne Titmus · Ausztrália (AUS) | 8:13,83 OC | Simona Quadarella · Olaszország (ITA) | 8:18,35    |
| 1500 m gyors                                            | Katie Ledecky · Egyesült Államok (USA) | 15:37,34     | Erica Sullivan · Egyesült Államok (USA) | 15:41,41   | Sarah Köhler · Németország (GER) | 15:42,91   |
| 100 m hát                                               | Kaylee McKeown · Ausztrália (AUS) | 57,47 OR     | Kylie Masse · Kanada (CAN) | 57,72      | Regan Smith · Egyesült Államok (USA) | 58,05      |
| 200 m hát                                               | Kaylee McKeown · Ausztrália (AUS) | 2:04,68      | Kylie Masse · Kanada (CAN) | 2:05,42    | Emily Seebohm · Ausztrália (AUS) | 2:06,17    |
| 100 m mell                                              | Lydia Jacoby · Egyesült Államok (USA) | 1:04,95      | Tatjana Schoenmaker · Dél-afrikai Köztársaság (RSA)                                                                                             | 1:05,22    | Lilly King · Egyesült Államok (USA) | 1:05,54    |
| 200 m mell                                              | Tatjana Schoenmaker · Dél-afrikai Köztársaság (RSA) | 2:18,95 WR   | Lilly King · Egyesült Államok (USA) | 2:19,92    | Annie Lazor · Egyesült Államok (USA) | 2:20,84    |
| 100 m pillangó                                          | Maggie MacNeil · Kanada (CAN) | 55,59 AR     | Csang Jü-fej (Zhang Yufei) · Kína (CHN) | 55,64      | Emma McKeon · Ausztrália (AUS) | 55,72 OC   |
| 200 m pillangó                                          | Csang Jü-fej (Zhang Yufei) · Kína (CHN) | 2:03,86 OR   | Regan Smith · Egyesült Államok (USA) | 2:05,30    | Hali Flickinger · Egyesült Államok (USA) | 2:05,65    |
| 200 m vegyes                                            | Óhasi Jui · Japán (JPN) | 2:08,52      | Alex Walsh · Egyesült Államok (USA) | 2:08,65    | Kate Douglass · Egyesült Államok (USA) | 2:09,04    |
| 400 m vegyes                                            | Óhasi Jui · Japán (JPN) | 4:32,08      | Emma Weyant · Egyesült Államok (USA) | 4:32,76    | Hali Flickinger · Egyesült Államok (USA) | 4:34,90    |
| 4 × 100 m gyors                                         | Ausztrália (AUS) · Bronte Campbell · Meg Harris · Emma McKeon · Cate Campbell · Mollie O'Callaghan* · Madison Wilson*                                                     | 3:29,69 WR   | Kanada (CAN) · Kayla Sanchez · Maggie MacNeil · Rebecca Smith · Penny Oleksiak · Taylor Ruck*                                                   | 3:32,78    | Egyesült Államok (USA) · Erika Brown · Abbey Weitzeil · Natalie Hinds · Simone Manuel · Catie DeLoof* · Allison Schmitt* · Olivia Smoliga*            | 3:32,81    |
| 4 × 200 m gyors                                         | Kína (CHN) · Jang Csün-hszüan (Yang Junxuan) · Tang Mu-han · Csang Jü-fej (Zhang Yufei) · Li Ping-csie (Li Bingjie) · Tung Csie (Dong Jie)* · Csang Ji-fan (Zhang Yifan)* | 7:40,33 WR   | Egyesült Államok (USA) · Allison Schmitt · Paige Madden · Katie McLaughlin · Katie Ledecky · Brooke Forde* · Bella Sims*                        | 7:40,73 AM | Ausztrália (AUS) · Ariarne Titmus · Emma McKeon · Madison Wilson · Leah Neale · Tamsin Cook* · Meg Harris* · Mollie O'Callaghan* · Brianna Throssell* | 7:41,29 OC |
| 4 × 100 m vegyes                                        | Ausztrália (AUS) · Kaylee McKeown · Chelsea Hodges · Emma McKeon · Cate Campbell · Emily Seebohm* · Brianna Throssell* · Mollie O'Callaghan*                              | 3:51,60 OR   | Egyesült Államok (USA) · Regan Smith · Lydia Jacoby · Torri Huske · Abbey Weitzeil · Rhyan White* · Lilly King* · Claire Curzan* · Erika Brown* | 3:51,73    | Kanada (CAN) · Kylie Masse · Sydney Pickrem · Maggie MacNeil · Penny Oleksiak · Taylor Ruck* · Kayla Sanchez*                                         | 3:52,60    |
| 10 km nyílt vízi                                        | Ana Marcela Cunha · Brazília (BRA) | 1:59:30,8    | Sharon van Rouwendaal · Hollandia (NED) | 1:59:31,7  | Kareena Lee · Ausztrália (AUS) | 1:59:32,5  |

* - a versenyző az előfutamban vett részt

## Vegyes

### Éremtáblázat
| A 2020. évi nyári olimpiai játékok éremtáblázata vegyes úszásban | A 2020. évi nyári olimpiai játékok éremtáblázata vegyes úszásban | A 2020. évi nyári olimpiai játékok éremtáblázata vegyes úszásban | A 2020. évi nyári olimpiai játékok éremtáblázata vegyes úszásban | A 2020. évi nyári olimpiai játékok éremtáblázata vegyes úszásban | Olimpia  |
| ---------------------------------------------------------------- | ---------------------------------------------------------------- | ---------------------------------------------------------------- | ---------------------------------------------------------------- | ---------------------------------------------------------------- | -------- |
|                                                                  | Ország                                                           | Arany                                                            | Ezüst                                                            | Bronz                                                            | Összesen |
| 1.                                                               | Nagy-Britannia (GBR)                                             | 1                                                                | 0                                                                | 0                                                                | 1        |
|                                                                  |                                                                  |                                                                  |                                                                  |                                                                  |          |
| 2.                                                               | Kína (CHN)                                                       | 0                                                                | 1                                                                | 0                                                                | 1        |
|                                                                  |                                                                  |                                                                  |                                                                  |                                                                  |          |
| 3.                                                               | Ausztrália (AUS)                                                 | 0                                                                | 0                                                                | 1                                                                | 1        |
|                                                                  |                                                                  |                                                                  |                                                                  |                                                                  |          |
| Összesen                                                         | Összesen                                                         | 1                                                                | 1                                                                | 1                                                                | 3        |

### Érmesek
* - a versenyző az előfutamban vett részt